# Nathan Wachtel
Nathan Wachtel (Metz, 8 aprile 1935) è uno storico francese.
Specialista dell'America Latina, ha insegnato al Collège de France dal 1992 al 2005.

## Opere
- La Vision des Vaincus – Les Indiens du Pérou devant la Conquête Espagnole (1530-1570), 1971[1] La visione dei vinti. Gli indios del Perù di fronte alla conquista spagnola, 1977, trad. Gabriella Lapasini, Einaudi, Torino

- Mémoires Juives (avec Lucette Valensi), 1986

- Le Retour des Ancêtres – Les Indiens Urus de Bolivie, XXè-XVIè Siècle – Essai de Histoire Régressive, 1990

- Dieux et Vampires – Retour à Chipaya, 1992

- La Foi du Souvenir – Labyrinthes Marranes, 2001

- La logique des bûchers, Ed. Seuil, 2009

- Mémoires Marranes, Ed. Seuil, 2011